# 海滩拾荒

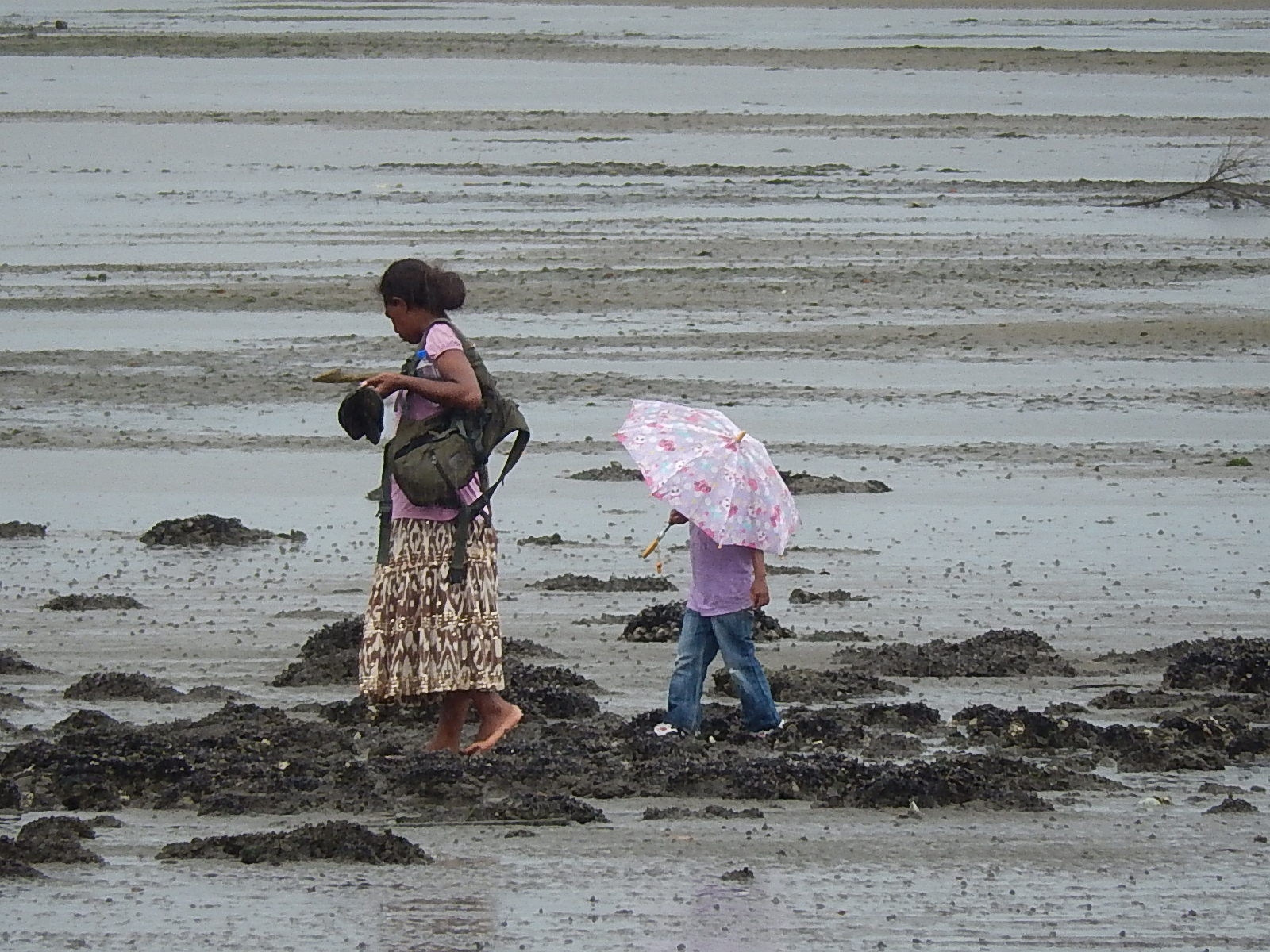
斐济苏瓦的海滩拾荒者

海滩拾荒是一项活动，指个人在海滩和潮间带上搜寻有价值、有趣或有用的东西。从事这一活动的人被称为“海滩拾荒者”。